# أكوافيفا إيزرنية
أكوافيفا إيزرنية هي بلدية في مقاطعة إيزرنية في منطقة مليزة بجنوب إيطاليا، وتقع على بعد حوالي 45 كيلومتر (28 ميل) غرب كامبوباسو وحوالي 10 كيلومتر (6 ميل) شمال غرب إزرنية. تقع المدينة في وادي نهر فولتورنو.